# Deutsch-englische Fußballrivalität
Die deutsch-englische Fußballrivalität entwickelte sich vor allem auf der politischen Ebene und durch ihre erbitterte Gegnerschaft in beiden Weltkriegen und wird von diversen englischen Medien immer wieder mit den Kriegsereignissen in Zusammenhang gebracht, wenn zum Beispiel The Sun im Vorfeld eines Spiels dazu aufforderte, sich „für die deutsche Kriegsmaschine“ bereit zu machen.
Auf sportlicher Ebene bleibt das umstrittene Wembley-Tor unvergessen, das die Vorentscheidung im Finale der Fußball-Weltmeisterschaft 1966 brachte.

## Länderspielgeschichte
Im Allgemeinen haben der deutsche Fußball und der englische Fußball eine sehr lange Geschichte des Austauschs und der Rivalitäten. Vor 1930 hatte die deutsche Mannschaft insgesamt 13 inoffizielle Spiele gegen England, das erste war 1899.

### Die anfängliche Dominanz der Engländer
Das erste offizielle Länderspiel zwischen Deutschland und England fand am 10. Mai 1930 im Berliner Deutschen Stadion statt und endete 3:3.
Die erste Begegnung in England wurde am 4. Dezember 1935 an der Londoner White Hart Lane ausgetragen und endete mit einem 3:0-Erfolg der Gastgeber. Auch beim nächsten Aufeinandertreffen am 14. Mai 1938 im knapp zwei Jahre zuvor eröffneten Berliner Olympiastadion behielten die Engländer (diesmal mit 6:3) die Oberhand. Es war nicht nur der letzte Vergleich der beiden Rivalen vor dem baldigen Ausbruch des Zweiten Weltkriegs, sondern zugleich für mehr als ein halbes Jahrhundert der letzte Vergleich der Engländer mit einer gesamtdeutschen Auswahl vor der 1990 erfolgten Wiedervereinigung.
Der erste Nachkriegsvergleich der Engländer mit der fußballerisch stärkeren Auswahlmannschaft der BRD fand am 1. Dezember 1954 im Londoner Wembley-Stadion statt und wurde von den Gastgebern gegen den amtierenden Weltmeister 3:1 gewonnen. Mit demselben Ergebnis setzten sich die Three Lions auch bei ihrem insgesamt fünften Vergleich mit den Deutschen durch, der am 26. Mai 1956 wieder im Berliner Olympiastadion ausgetragen wurde. Auch die beiden folgenden Duelle (am 12. Mai 1965 im Städtischen Stadion von Nürnberg und am 23. Februar 1966 im Londoner Wembley-Stadion) endeten mit einem Erfolg der Engländer (jeweils 1:0). Somit gewannen die Three Lions sechs von insgesamt sieben Begegnungen, während der deutschen Mannschaft vor der in England ausgetragenen Fußball-Weltmeisterschaft 1966 kein einziger Sieg gelungen war.

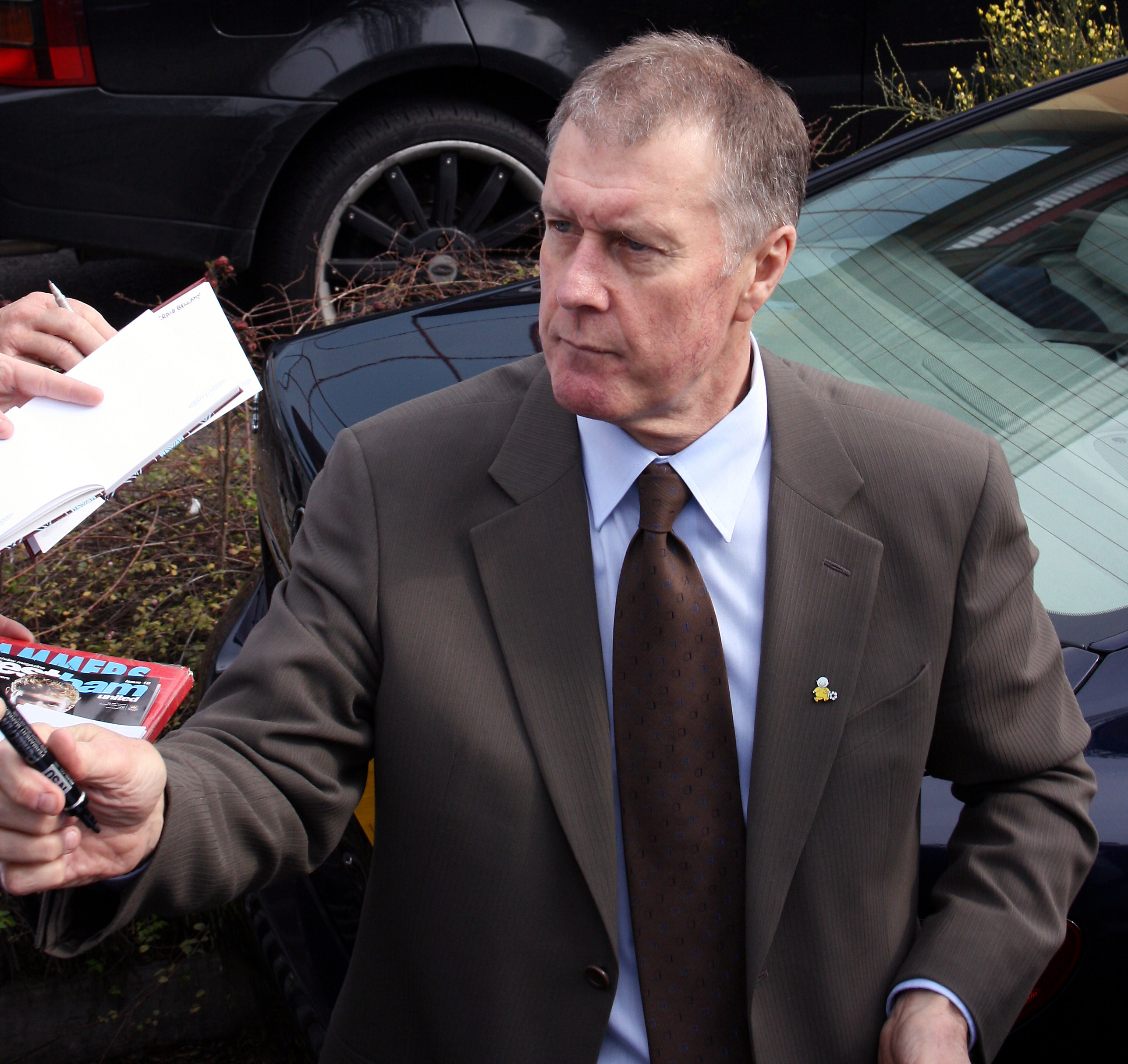
Mit drei Treffern war Geoff Hurst der „Matchwinner“ des WM-Finals 1966 und Schütze des „Wembley-Tores“.

### Das unvergessene „Wembley-Tor“
Als beide Mannschaften sich dann im WM-Finale gegenüberstanden, mussten die Engländer – zumal Gastgeber – als Favoriten angesehen werden. Zwar ging die deutsche Mannschaft durch ein frühes Tor von Helmut Haller (12.) in Führung, doch konnte der spätere „Matchwinner“ Geoff Hurst bereits sechs Minuten später ausgleichen. Nachdem Martin Peters in der 78. Minute der Führungstreffer für die Hausherren gelungen war, sahen diese schon beinahe wie der kommende Weltmeister aus. Doch in der Nachspielzeit gelang dem deutschen Verteidiger Wolfgang Weber mit seinem ersten Länderspieltor noch der Ausgleich, so dass eine Verlängerung erforderlich wurde. Die Vorentscheidung fiel in der 101. Minute durch das legendäre Wembley-Tor. Hurst schoss den Ball an die Unterkante der Latte, der von dort senkrecht nach unten prallte, bevor er von Weber ins Toraus geköpft wurde. Nach Rücksprache mit dem sowjetischen Linienrichter Tofiq Bəhramov entschied der Schweizer Schiedsrichter Gottfried Dienst auf Tor. In der letzten Minute der Verlängerung erhöhte Hurst noch auf 4:2. Obwohl sich bereits Zuschauer auf dem Spielfeld befunden hatten, wurde auch diesem eigentlich irregulären Treffer die Anerkennung nicht verweigert, womit England das Spiel mit 4:2 nach Verlängerung gewann und somit zum ersten und bisher einzigen Mal Fußball-Weltmeister wurde. Dass der Sieg der Engländer trotz des irregulären Tors verdient war, gab Franz Beckenbauer unmittelbar nach dem Spiel zu verstehen: „Die Engländer waren die bessere Mannschaft und haben deswegen auch verdient gewonnen.“

### Die Deutschen gewinnen die Vormachtstellung

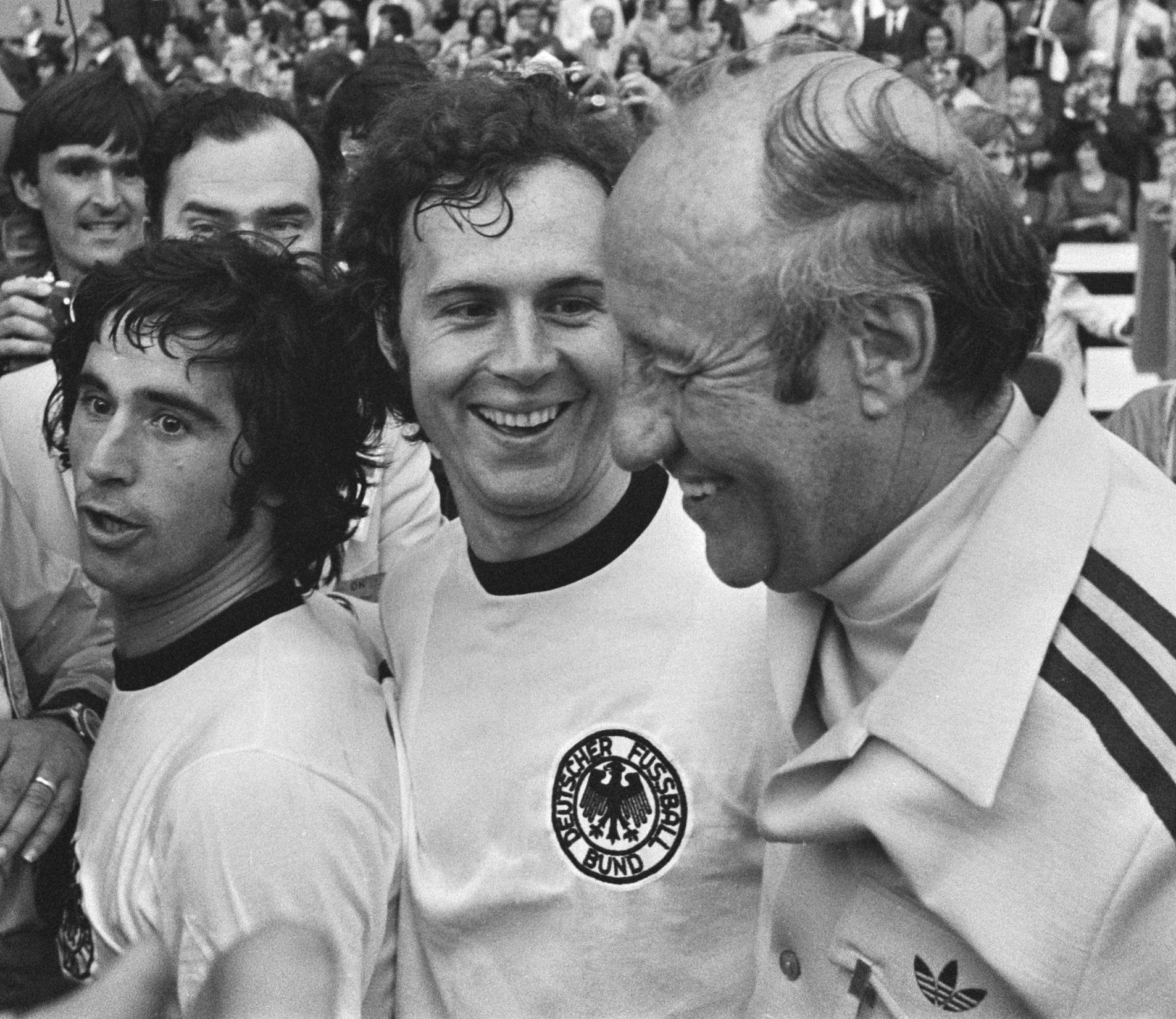
Beckenbauer (Mitte) und Gerd Müller (links) erzielten entscheidende Tore bei den ersten Erfolgen gegen England.

In einem am 1. Juni 1968 im Niedersachsenstadion von Hannover ausgetragenen Testspiel gelang der deutschen Auswahl erstmals ein Sieg gegen England (1:0 durch das „goldene Tor“ von Franz Beckenbauer in der 82. Minute) und zwei Jahre später folgte im Viertelfinale der Fußball-Weltmeisterschaft 1970 in Mexiko der erste Pflichtspielsieg der Deutschen. Danach hatte es im Estadio Guanajuato von León allerdings lange nicht ausgesehen, weil die Three Lions durch Treffer von Alan Mullery und Martin Peters (er hatte bereits im Finale von 1966 getroffen) bis zur 68. Minute mit 2:0 in Führung lagen. Ein strammer Schuss von Franz Beckenbauer brachte die deutsche Mannschaft zurück ins Spiel und in der 82. Minute gelang Uwe Seeler mit seinem Hinterkopf der Ausgleich. Wieder ging es in die Verlängerung, in der diesmal die Deutschen das bessere Ende hatten. In der 108. Minute entschied ein halbhoher Volleyschuss von Gerd Müller die Partie und führte Deutschland ins Halbfinale zum Jahrhundertspiel gegen Italien.
Nachdem beide Mannschaften ungeschlagener Sieger ihrer jeweiligen Gruppe geworden waren, trafen sie im Viertelfinale der Qualifikationsrunde zur Fußball-Europameisterschaft erneut aufeinander. Die deutsche Mannschaft düpierte England durch ihren ersten Sieg im Wembley-Stadion überhaupt und der ersten Niederlage der Hausherren dort seit sieben Jahren. Die sogenannte Wembley-Elf überzeugte bei ihrem 3:1-Erfolg insbesondere durch die Tatsache, dass sie ersatzgeschwächt antrat und die Ersatzspieler ihre Chance nutzten. Uli Hoeneß sorgte mit seinem Treffer in der 26. Minute für die Pausenführung. In der zweiten Halbzeit entwickelte sich das Spiel zu einer Abwehrschlacht. Das permanente Anrennen der Engländer auf das Tor von Sepp Maier wurde in der 77. Minute mit dem Ausgleich durch Francis Lee belohnt. Nachdem Sigfried Held gefoult worden war, verwandelte Günter Netzer den fälligen Strafstoß in der 85. Minute. Drei Minuten später sorgte Gerd Müller, wie schon zwei Jahre zuvor in Mexiko, für den Endstand. Im Rückspiel traten die Engländer ohne Hoffnung auf ein Weiterkommen an und trennten sich im Berliner Olympiastadion torlos von den Deutschen, die anschließend die Fußball-Europameisterschaft 1972 gewannen.
Anschließend sollte es bis 1982 dauern, ehe die beiden Mannschaften sich wieder in einem Pflichtspiel gegenüber standen. Dieses fand im ersten Spiel der Zwischenrunde bei der Fußball-Weltmeisterschaft 1982 statt und endete torlos. Weil Deutschland sich im nächsten Spiel mit 2:1 gegen den Gastgeber Spanien durchsetzen konnte, England aber im letzten Spiel der Dreiergruppe gegen Spanien ebenfalls nur zu einem 0:0 kam, setzte sich Deutschland wieder einmal gegen die Engländer durch und wurde später Vizeweltmeister (Finalniederlage gegen Italien).

### Zwei dramatische Halbfinals
Bei der Fußball-Weltmeisterschaft 1990 in Italien trafen die alten Rivalen im Halbfinale aufeinander. Den Führungstreffer der Deutschen durch Andi Brehme (60.) konnte Gary Lineker zehn Minuten vor Spielende ausgleichen. Somit ging es in die Verlängerung, in der die Engländer die Führung allein deswegen verpassten, weil Chris Waddle nur den Pfosten traf. Im anschließenden Elfmeterschießen haute er den entscheidenden fünften Elfmeter über das von Bodo Illgner gehütete Tor, so dass Deutschland sich für das Finale qualifizierte und durch einen 1:0-Erfolg gegen Argentinien seinen dritten WM-Titel feierte.
Sechs Jahre später kam es im Halbfinale der Fußball-Europameisterschaft 1996 zu einer beinahe exakten Wiederholung der Ereignisse. Alan Shearer, der die Gastgeber im altehrwürdigen Wembley-Stadion (30 Jahre zuvor Schauplatz des umstrittenen „Wembley-Tors“) bereits in der dritten Minute in Führung geschossen hatte (für den Ausgleich hatte Stefan Kuntz in der 16. Minute gesorgt), hätte der große „Matchwinner“ sein können, wenn sein Schuss in der Verlängerung im Tor statt nur am Pfosten gelandet wäre. Wieder musste ein Elfmeterschießen den Endspielteilnehmer ermitteln. Diesmal trafen alle fünf englischen Schützen (einschließlich Shearer), zum Leidwesen der Three Lions waren aber auch alle fünf deutschen Spieler erfolgreich. Den sechsten Schuss von Gareth Southgate konnte Andy Köpke parieren und weil Andy Möller anschließend traf, scheiterte England erneut bei dem Versuch, ein Finale zu erreichen. Wieder einmal qualifizierte sich Deutschland für ein Finale. Und gewann es auch: diesmal durch ein Golden Goal von Oliver Bierhoff in der 95. Minute gegen Tschechien in Englands heiliger Fußballstätte, dem legendären Wembley-Stadion.

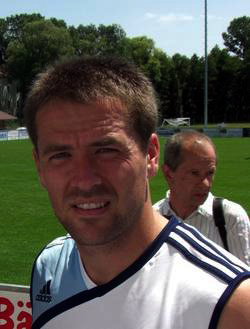
Michael Owen erzielte drei Treffer beim historischen 5:1-Sieg der Engländer in München.

### Neueste englische Erfolge und Wembley-Pleiten
In der Vorrundengruppe der Fußball-Europameisterschaft 2000 trafen beide Mannschaften erneut aufeinander. Diesmal siegte England 1:0 durch ein Tor des Kapitäns Alan Shearer. Es war der erste englische Pflichtspielsieg nach 34 Jahren. Doch weil beide Mannschaften in den anderen Gruppenspielen gegen Portugal und Rumänien enttäuschten, schieden sie gemeinsam nach der Vorrunde aus.
Nur wenige Monate später trafen sie erneut aufeinander, weil sie erstmals im Rahmen einer WM-Qualifikation in dieselbe Gruppe gelost worden waren. Das „Hinspiel“ fand am 7. Oktober 2000 statt und war zugleich das letzte Länderspiel der Three Lions im alten Wembley-Stadion. Der Abschied von ihrer traditionellen Kultstätte wurde den Engländern durch eine 0:1-Niederlage vermiest. Schütze des deutschen Siegtreffers war Dietmar Hamann, der zu der Zeit beim FC Liverpool spielte. Außerdem wurde der englische Nationaltrainer und frühere HSV-Star Kevin Keegan nach dieser Niederlage seines Amtes enthoben.
Doch im „Rückspiel“ am 1. September 2001 gelang den Engländern im Münchner Olympiastadion die „perfekte“ Revanche. Obwohl Carsten Jancker die Heimmannschaft bereits in der sechsten Spielminute in Führung geschossen hatte, feierten die Engländer an jenem Tag mit 5:1 ihren höchsten Länderspielsieg gegen Deutschland. „Matchwinner“ war Michael Owen, der zu diesem Triumph drei Treffer beisteuerte. Aufgrund des direkten Vergleichs gewannen die Three Lions die Gruppe vor der punktgleichen deutschen Mannschaft. Bei der anschließenden Fußball-Weltmeisterschaft 2002 scheiterten die beiden Rivalen jeweils am späteren Weltmeister Brasilien (England im Viertelfinale, Deutschland im Finale).
Sechs Jahre später kam es zur nächsten Auseinandersetzung. Obwohl es sich hierbei um ein Privatspiel handelte, war es insofern von Bedeutung, als es für die deutsche Elf ihr erster Auftritt im neuen Wembley-Stadion war. Wie bei ihrem letzten Gastspiel im alten Wembley-Stadion sorgte sie auch diesmal beim Gastgeber für schlechte Stimmung und gewann 2:1 durch Tore von Kevin Kuranyi und Christian Pander bei einem Gegentreffer von Frank Lampard.

### Das „umgekehrte“ Wembley-Tor und aktuelle Entwicklung

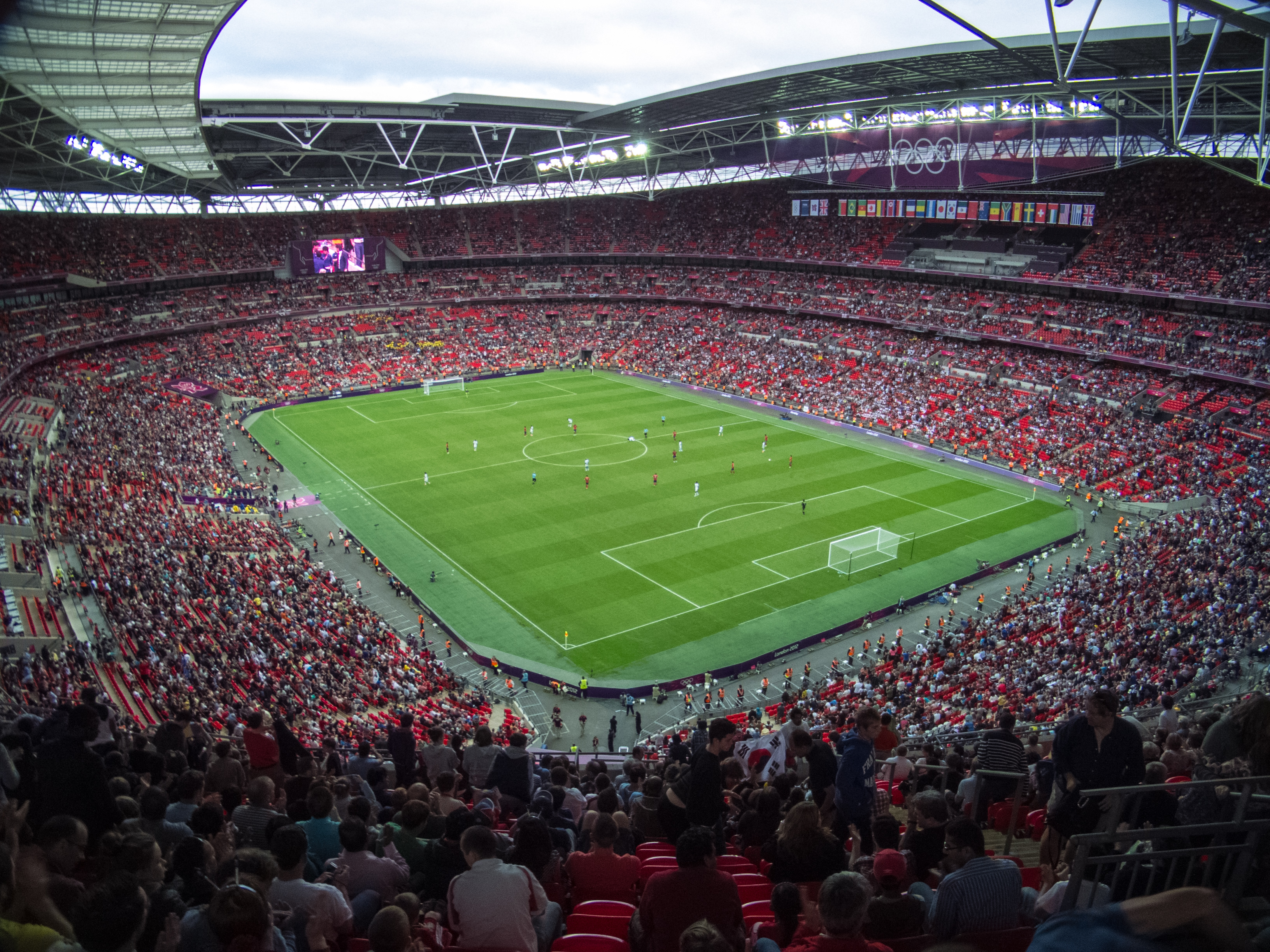
Das neue Wembley-Stadion

Bei der Fußball-Weltmeisterschaft 2010 in Südafrika fand im Achtelfinale ein Spiel zwischen England und Deutschland statt. Nachdem die deutsche Elf das Spiel weitgehend im Griff gehabt hatte und (nach Toren von Miroslav Klose und Lukas Podolski) mit 2:0 in Führung gelegen war, sah es so aus, als könne sich Deutschland „locker“ für das Viertelfinale qualifizieren. Der überraschende Anschlusstreffer durch Innenverteidiger Matthew Upson (37.) ließ wieder Spannung aufkommen. Nur wenige Minuten später wurde einem Treffer von Frank Lampard die Anerkennung verweigert. Er traf aus 17 Metern die Unterkante der Latte des deutschen Tores. Von dort sprang der Ball deutlich hinter die Torlinie und dann wieder gegen die Latte, woraufhin Torwart Manuel Neuer den Ball fing und abschlug. Der Schiedsrichter Jorge Larrionda erkannte den Treffer jedoch nicht an, da sein Linienrichter Mauricio Espinosa ihm „Weiterspielen“ signalisierte. Durch Tore von Thomas Müller in der 67. und 70. Minute qualifizierte Deutschland sich nicht nur für die nächste Runde (in der Argentinien mit 4:0 abgefertigt wurde), sondern feierte seinen höchsten Länderspielsieg gegen England überhaupt. Gleichzeitig war es die höchste Niederlage Englands bei einer Fußball-Weltmeisterschaft.
Am 19. November 2013 fand im Rahmen eines Testspiels ein Spiel zwischen der englischen und der deutschen Nationalmannschaft statt, das wieder im neuen Wembley-Stadion ausgetragen wurde. Erneut gewann Deutschland; diesmal mit 1:0 durch einen Treffer von Per Mertesacker, der damals beim FC Arsenal unter Vertrag stand. Das Tragische aus englischer Sicht ist, dass es der sechste Triumph in Folge der deutschen Nationalmannschaft im (alten und neuen) Wembley-Stadion ist. Allerdings blieb auch Deutschland gegen die englische Mannschaft seit 1987 in einem Heimspiel ohne Sieg, ehe am 22. März 2017 während eines Testspiels in Dortmund die DFB-Elf durch ein Tor von Lukas Podolski, der in diesem Spiel sein Abschied aus der Nationalmannschaft feierte, mit 1:0 gewann. Bei der europaweit ausgetragenen Fußball-Europameisterschaft 2021 kam es im Achtelfinale zu einem Aufeinandertreffen zwischen England und der deutschen Mannschaft und das Spiel fand im Wembley-Stadion statt: Durch Tore von Raheem Sterling und Harry Kane gewannen die Engländer mit 2:0 und gewannen erstmals seit dem Finalsieg bei der WM 1966 im eigenen Land wieder ein K.O.-Spiel gegen Deutschland und zudem erstmals seit 1975 wieder ein Spiel gegen die DFB-Auswahl im Wembley-Stadion.
Das nächste Aufeinandertreffen in einem Pflichtspiel folgte in der Liga A der UEFA Nations League 2022/23. Das Hinspiel in der Allianz-Arena in München endete mit einem 1:1-Unentschieden, das Rückspiel im Wembley-Stadion endete ebenfalls ohne Sieger, dieses Mal mit einem 3:3.

## Die gelebte Rivalität
Bei der Rivalität mit Deutschland wird jedoch immer wieder Bezug auf die beiden Weltkriege genommen; so zum Beispiel die deutschen Spieler als Huns verunglimpft oder Deutschland auf sarkastische Weise „Glück“ für einen Sieg auf dem Platz gewünscht (wie hier vor dem WM-Finale 1966): „Mag Deutschland uns heute auch in unserem Nationalsport besiegen. Wir haben sie zweimal in ihrem besiegt.“
Und als im Januar 2010 die neuen, schwarzen Trikots der deutschen Mannschaft vorgestellt wurden, verglich der Daily Star diese mit den faschistischen Schwarzhemden und warnte vor einer Wiederbelebung des Nazikults.
Englands höchster Sieg gegen Deutschland, das 5:1 von München am 1. September 2001, wurde von einigen Medien besonders sarkastisch bejubelt. So ließ der Sunday Mirror sich zur Überschrift „Blitzed“ hinreißen; eine Anspielung auf die Blitzkriege Deutschlands zu Beginn des Zweiten Weltkriegs. Doch gerade bei dieser verheerenden Niederlage des deutschen Fußballs wurde deutlich, dass diese Rivalität mehr von englischer Seite als von den Deutschen gelebt wird, für die die niederländisch-deutsche Rivalität weit bedeutsamer ist.
Obwohl Deutschland durch die höchste Niederlage gegen eine englische Mannschaft (das 5:1 von München im Rahmen der Qualifikation zur WM-Endrunde 2002) die direkte Qualifikation zur WM verpasste und deswegen als Gruppenzweiter hinter den Engländern letztlich um die Relegation gegen die Ukraine spielen musste, sangen die deutschen Fans ob der gleichzeitigen Niederlage der Niederländer gegen die Iren (0:1) lautstark: „Ohne Holland fahr'n wir zur WM.“

## Alle Spiele im Überblick
- A = Auswärtsspiel
- H = Heimspiel
- * = Spiel auf neutralem Platz
- WM = Weltmeisterschaft
- EM = Europameisterschaft
- n. V. = nach Verlängerung
- i. E. = Elfmeterschießen
- grüne Hintergrundfarbe = Sieg der deutschen Mannschaft
- gelbe Hintergrundfarbe = Unentschieden (ausgenommen Elfmeterschießen)
- rote Hintergrundfarbe = Niederlage der deutschen Mannschaft

### Spiele der deutschen Nationalmannschaft gegen England
| Nr. | Datum         | Ergebnis             | Gegner  |   | Austragungsort                              | Anlass                      | Bemerkungen |
| --- | ------------- | -------------------- | ------- | - | ------------------------------------------- | --------------------------- | --- |
| 01  | 10. Mai 1930  | 3:3                  | England | H | Berlin, Deutsches Stadion                   |                             | erstes offizielles Länderspiel gegen die englische A-Nationalmannschaft                                                      |
| 02  | 4. Dez. 1935  | 0:3                  | England | A | London (ENG), White Hart Lane               |                             | |
| 03  | 14. Mai 1938  | 3:6                  | England | H | Berlin, Olympiastadion                      |                             | erstes Länderspiel, in dem mit Wilhelm Hahnemann und Johann Pesser zwei Spieler mitwirken, die zuvor für Österreich spielten |
| 04  | 1. Dez. 1954  | 1:3                  | England | A | London (ENG), Wembley-Stadion               |                             | |
| 05  | 26. Mai 1956  | 1:3                  | England | H | Berlin, Olympiastadion                      |                             | |
| 06  | 12. Mai 1965  | 0:1                  | England | H | Nürnberg, Städtisches Stadion               |                             | |
| 07  | 23. Feb. 1966 | 0:1                  | England | A | London (ENG), Wembley-Stadion               |                             | |
| 08  | 30. Juli 1966 | 2:4 n. V.            | England | A | London (ENG), Wembley-Stadion               | WM-1966-Finale              | „Wembley-Tor“ erstes WM-Spiel gegen England                                                                                  |
| 09  | 1. Juni 1968  | 1:0                  | England | H | Hannover, Niedersachsenstadion              |                             | Erster Sieg gegen England |
| 10  | 14. Juni 1970 | 3:2 n. V.            | England | N | León (MEX), Estadio Guanajuato              | WM-1970-Viertelfinale       | Bis zum 1. Juli 2014 einziges WM-Spiel, das Deutschland ohne Elfmeterschießen in der Verlängerung gewinnen konnte.           |
| 11  | 29. Apr. 1972 | 3:1                  | England | A | London (ENG), Wembley-Stadion               | EM-1972-Viertelfinale       | 200. Sieg, Erster Sieg in England                                                                                            |
| 12  | 13. Mai 1972  | 0:0                  | England | H | Berlin, Olympiastadion                      | EM-1972-Viertelfinale       | |
| 13  | 12. März 1975 | 0:2                  | England | A | London (ENG), Wembley-Stadion               |                             | 400. Länderspiel der deutschen Elf                                                                                           |
| 14  | 22. Feb. 1978 | 2:1                  | England | H | München, Olympiastadion                     |                             | |
| 15  | 29. Juni 1982 | 0:0                  | England | N | Madrid (ESP), Estadio Santiago Bernabéu     | WM-1982-Finalrunde          | |
| 16  | 13. Okt. 1982 | 2:1                  | England | A | London (ENG), Wembley-Stadion               |                             | |
| 17  | 12. Juni 1985 | 0:3                  | England | N | Mexiko-Stadt (MEX), Aztekenstadion          |                             | |
| 18  | 9. Sep. 1987  | 3:1                  | England | H | Düsseldorf, Rheinstadion                    |                             | 300. Sieg der deutschen Elf                                                                                                  |
| 19  | 4. Juli 1990  | 1:1 n. V., 4:3 i. E. | England | N | Turin (ITA), Stadio delle Alpi              | WM-1990-Halbfinale          | |
| 20  | 11. Sep. 1991 | 1:0                  | England | A | London (ENG), Wembley-Stadion               |                             | |
| 21  | 19. Juni 1993 | 2:1                  | England | N | Pontiac (USA), Silverdome                   | U.S. Cup 1993               | Deutschland gewinnt den U.S. Cup 1993 erstes Länderspiel in einer geschlossenen Arena                                        |
| 22  | 26. Juni 1996 | 1:1 n. V., 6:5 i. E. | England | A | London (ENG), Wembley-Stadion               | EM-1996-Halbfinale          | |
| 23  | 17. Juni 2000 | 0:1                  | England | N | Charleroi (BEL), Stade du Pays de Charleroi | EM-2000-Vorrunde            | |
| 24  | 7. Okt. 2000  | 1:0                  | England | A | London (ENG), Wembley-Stadion               | WM-2002-Qualifikation       | letztes Länderspiel im „alten“ Wembley-Stadion                                                                               |
| 25  | 1. Sep. 2001  | 1:5                  | England | H | München, Olympiastadion                     | WM-2002-Qualifikation       | |
| 26  | 22. Aug. 2007 | 2:1                  | England | A | London (ENG), Wembley-Stadion               |                             | |
| 27  | 19. Nov. 2008 | 1:2                  | England | H | Berlin, Olympiastadion                      |                             | |
| 28  | 27. Juni 2010 | 4:1                  | England | N | Bloemfontein (RSA), Free-State-Stadion      | WM-2010-Achtelfinale        | höchster Sieg gegen England „umgekehrtes Wembley-Tor“ höchste WM-Niederlage Englands                                         |
| 29  | 19. Nov. 2013 | 1:0                  | England | A | London (ENG), Wembley-Stadion               |                             | Spiel anlässlich des 150-jährigen Bestehens des Englischen Fußballverbands 300. Spiel der DFB-Auswahl ohne Gegentor          |
| 30  | 26. März 2016 | 2:3                  | England | H | Berlin, Olympiastadion                      |                             | |
| 31  | 22. März 2017 | 1:0                  | England | H | Dortmund, Westfalenstadion                  |                             | Abschieds-Länderspiel von Lukas Podolski erster Heimsieg gegen England seit 30 Jahren                                        |
| 32  | 10. Nov. 2017 | 0:0                  | England | A | London (ENG), Wembley-Stadion               |                             | 50. torloses Spiel der DFB-Nationalmannschaft                                                                                |
| 33  | 29. Juni 2021 | 0:2                  | England | A | London (ENG), Wembley-Stadion               | EM-2020-Achtelfinale        | letztes Spiel von Joachim Löw als Bundestrainer                                                                              |
| 34  | 7. Juni 2022  | 1:1                  | England | H | Allianz Arena, München                      | UEFA Nations League 2022/23 | |
| 35  | 26. Sep. 2022 | 3:3                  | England | A | London (ENG), Wembley-Stadion               | UEFA Nations League 2022/23 | |

### Spiele der DDR-Auswahl gegen England
Die Spiele zwischen der DDR und England konnten nie den Status erreichen, die das Duell der gesamtdeutschen bzw. westdeutschen Auswahl mit den Three Lions hatte.
| Nr. | Datum      | Ergebnis | Gegner  |   | Austragungsort                | Anlass | Bemerkungen                      |
| --- | ---------- | -------- | ------- | - | ----------------------------- | ------ | -------------------------------- |
| 1   | 02.06.1963 | 1:2      | England | H | Leipzig, Zentralstadion       |        | erstes Länderspiel gegen England |
| 2   | 29.11.1970 | 1:3      | England | A | London (ENG), Wembley-Stadion |        |                                  |
| 3   | 29.05.1974 | 1:1      | England | H | Leipzig, Zentralstadion       |        |                                  |
| 4   | 12.09.1984 | 0:1      | England | A | London (ENG), Wembley-Stadion |        |                                  |

### Platzierungen bei wichtigen Turnieren
| Wettbewerb                                 | Deutschland | Deutschland | Deutschland | Deutschland | England | England | England | England |
| Wettbewerb                                 | Gold        | Silber      | Bronze      | Gesamt      | Gold    | Silber  | Bronze  | Gesamt  |
| ------------------------------------------ | ----------- | ----------- | ----------- | ----------- | ------- | ------- | ------- | ------- |
| Olympische Spiele (1908–1948)              | 0           | 0           | 0           | 0           | 2       | 0       | 0       | 2       |
| Fußball-Weltmeisterschaft (seit 1930)      | 4           | 4           | 4           | 12          | 1       | 0       | 0       | 1       |
| Fußball-Europameisterschaft (seit 1960)    | 3           | 3           | ref0        | 06          | 0       | 2       | 1       | 3       |
| Konföderationen-Pokal (seit 1997)          | 1           | 0           | 1           | 02          | –       | –       | –       | –       |
| Nations League (seit 2018/2019)            | 0           | 0           | 0           | 0           | 0       | 0       | 1       | 1       |
| Gesamt A-Nationalmannschaft                | 8           | 7           | 5           | 20          | 1       | 2       | 2       | 5       |
| Olympische Spiele (1952–2021)              | 0           | 1           | 1           | 02          | 0       | 0       | 0       | 0       |
| U-20-Fußball-Weltmeisterschaft             | 1           | 1           | 0           | 02          | 1       | 0       | 1       | 2       |
| U-16/17-Fußball-Weltmeisterschaft          | 1           | 1           | 2           | 04          | 1       | 0       | 0       | 1       |
| U-21-Fußball-Europameisterschaft           | 3           | 2           | 0           | 05          | 3       | 1       | 0       | 4       |
| U-18/19-Fußball-Europameisterschaft        | 3           | 3           | 2           | 08          | 3       | 2       | 2       | 7       |
| U-16/17-Fußball-Europameisterschaft        | 4           | 5           | 3           | 12          | 2       | 2       | 2       | 6       |
| Gesamt Olympia- und U-Nationalmannschaften | 12          | 13          | 8           | 33          | 10      | 5       | 5       | 20      |

Anmerkungen:
1. ↑  Die englische Fußballnationalmannschaft der Amateure trat für das Vereinigte Königreich an.
2. ↑  Die deutsche Mannschaft schied dreimal im Halbfinale aus, nachdem es kein Spiel mehr um den dritten Platz gab.
3. ↑  Die englische Mannschaft schied 1996 im Halbfinale im Elfmeterschießen gegen Deutschland aus, nachdem es kein Spiel mehr um den dritten Platz gab.
4. ↑  1976 gewann die Olympiamannschaft der DDR die Goldmedaille (Olympic Football Tournament Montreal 1976. FIFA, archiviert vom Original am 19. Januar 2012; abgerufen am 28. Dezember 2011.)
5. ↑  Zudem eine Bronzemedaille durch die DDR-Mannschaft für die gesamtdeutsche Mannschaft 1964.
6. ↑  Die deutsche U-21-Mannschaft schied einmal im Halbfinale aus, als es kein Spiel um den dritten Platz gab.
7. ↑  Die englische U-21-Mannschaft schied sechsmal im Halbfinale aus, als es kein Spiel um den dritten Platz gab.
8. ↑  Die deutsche U-19-Mannschaft schied zweimal im Halbfinale aus, als es kein Spiel um den dritten Platz gab.
9. ↑  Die englische U-18-Mannschaft verlor ein Spiel um den dritten Platz im Elfmeterschießen und dreimal im Halbfinale als es kein Spiel um den dritten Platt gab.
10. ↑  Die deutsche U-17-Mannschaft verlor 2 Spiele um den dritten Platz im Elfmeterschießen und schied zweimal im Halbfinale aus, als es kein Spiel um den dritten Platz gab.
11. ↑  Die englische U-17-Mannschaft verlor ein Spiel um den dritten Platz im Elfmeterschießen und schied zweimal im Halbfinale aus, als es kein Spiel um den dritten Platz gab.